# PIERROT
PIERROT是日本視覺系樂團。1994年組成，經過團員的變換後，1995年組成現在的團員型態。1998年出道。2006年4月12日解散。2014年重組，並於10月24日、25日，舉行演唱會「DICTATORS CIRCUS FINAL」。

## 成員
- キリト(KIRITO)——主唱
- アイジ(AIJI)——吉他
- 潤(JUN)——吉他
- KOHTA——貝斯
- TAKEO——鼓

## 專輯
- 1996：《パンドラの匣》
- 1997：《CELLULOID》
- 1999：《FINALE》
- 2000：《PRIVATE ENEMY》
- 2002：《HEAVEN〜THE CUSTOMIZED LANDSCAPE〜》
- 2003/07/23：《ID ATTACK 》
- 2003/12/17：《DICTATORS CIRCUS -奇術的旋律- 》
- 2004：《FREEZE 》
- 2005/02/06：《DICTATORS CIRCUS -A variant BUD- 》
- 2005/06/08：《DICTATORS CIRCUS -A deformed BUD- 》